# Serniczki (obwód brzeski)
Serniczki (biał. Сярнічкі, Siarniczki, ros. Сернички, Sierniczki) – wieś na Białorusi w rejonie pińskim obwodu brzeskiego należąca do sielsowietu pleszczyckiego.

## Historia
Wzmiankowana jest w XVI wieku (po raz pierwszy w 1554 roku) jako wieś szlachecka zamieszkana przez Pryłowskich, Kołbów i inne rody szlachty zaściankowej. 
W XIX wieku wieś znajdowała się w powiecie pińskim guberni mińskiej. W tym też stuleciu miejscowość była podzielona na wieś Małe Serniczki i folwark Serniczki, który później przekształcił się w chutor. Pod koniec wieku było tu 16 gospodarstw i 94 mieszkańców. 
Na początku XX stulecia, po reformie uwłaszczeniowej, jako właściciele gruntów występują również "mieszczanie" (мещане): Mikołaj Bogatko (Николай Богатко) – 24,5 dziesięcin, Dominik Kołb (Доминик Колб) – 82, Nastazja Pryłowska (Настасья Приловская) – 24,5, Fedor Pryłowski (Федор Приловский) – 24,5, Iwan Protosowicki (Иван Протосовицкий) – 132. Właścicielem chutoru był Józef Pryłowski (Иосиф Приловский) – 49 dziesięcin.
W okresie II RP znajdowały się w gminie Lemieszewicze (powiat piński, województwo poleskie).

## Zabytki
Tablica upamiętniająca dwóch mieszkańców wsi rozstrzelanych przez nazistów w 1944 roku.